# Rosencrantz et Guildenstern sont morts
Rosencrantz et Guildenstern sont morts (Rosencrantz and Guildenstern Are Dead) est une pièce de théâtre de Tom Stoppard créée en 1966 lors de l'Edinburgh Festival Fringe. 

## Argument
La pièce se base sur Hamlet de William Shakespeare. Appelés à la cour d'Elseneur par la mère d'Hamlet, Rosencrantz et Guildenstern se voient confier la mission d'emmener celui-ci en Angleterre afin qu'il soit exécuté par la cour britannique.

## Distinctions
- Tony Awards 1968[1]
  - Tony Award de la meilleure pièce
  - Tony Award des meilleurs décors
  - Tony Award des meilleurs costumes

## Productions notables
En 2013, une version abrégé a été jouée par Benedict Cumberbatch et Kobna Holdbrook-Smith pour le 50ème anniversaire du National Theatre.
En 2017, la pièce a été jouée par Daniel Radcliffe et Joshua McGuire à The Old Vic.

## Film
Rosencrantz et Guildenstern sont morts  a été adapté par son auteur avec Gary Oldman et Tim Roth. Le film a remporté le Lion d'or à la Mostra de Venise 1990.